# Tontelea
Tontelea là một chi thực vật thuộc họ Celastraceae.
Bao gồm các loài:
- Tontelea hondurensis, A.C. Smith